# Ronaldo Guiaro
Ronaldo Guiaro  (Piracicaba, Brasil, 18 de febrero de 1974) es un exfutbolista brasileño. Jugó de defensa y su último equipo fue el Aris Salónica C.F. de la Super Liga de Grecia de Grecia.

## Trayectoria
Ronaldo comenzó a jugar con el Guarani Futebol Clube, después se trasladó al Clube Atlético Mineiro. En 1996, con 22 años, se unió a Benfica en Portugal.
Después de cinco temporadas con el Benfica, Ronaldo fichó por el Beşiktaş en Turquía, siendo también un titular indiscutible. En la temporada 2002-03, con solo un partido perdido ganó la Superliga de Turquía con el Beşiktaş.
Con 31 años, Ronaldo regresó a su país, pero, dos años más tarde, se trasladó de nuevo al extranjero, pasando a ser un pilar defensivo con el Aris Salónica FC en la primera división griega durante varias temporadas, ayudando a que se clasificaran  tres veces en la Copa de la UEFA / UEFA Europa League.

## Clubes
| Club                   | País     | Año       |
| ---------------------- | -------- | --------- |
| Clube Atlético Mineiro | Brasil   | 1995-1996 |
| SL Benfica             | Portugal | 1996-2001 |
| Beşiktaş               | Turquía  | 2001-2005 |
| Santos Futebol Clube   | Brasil   | 2006-2007 |
| Aris Salónica C.F.     | Grecia   | 2007-2011 |

## Palmarés
| Título               | Club                  | País    | Año  |
| -------------------- | --------------------- | ------- | ---- |
| Campeonato Mineiro   | Club Atlético Mineiro | Brasil  | 1995 |
| Superliga de Turquía | Beşiktaş              | Turquía | 2003 |
| Serie A              | Santos                | Brasil  | 2006 |
| Serie A              | Santos                | Brasil  | 2007 |

### Subcampeón
- Benfica:
  - Copa de Portugal: 1996–97

- Beşiktaş :
  - Copa de Turquía: 2001–02

- Aris Salónica FC:
  - Copa de Grecia: 2007–08, 2009-2010